# Liste der Monuments historiques in Saint-Dalmas-le-Selvage
Die Liste der Monuments historiques in Saint-Dalmas-le-Selvage führt die Monuments historiques in der französischen Gemeinde Saint-Dalmas-le-Selvage auf.

## Liste der Bauwerke
| Bezeichnung            | Beschreibung | Standort | Kennzeichnung | Schutzstatus | Datum | Bild           |
| ---------------------- | ------------ | -------- | ------------- | ------------ | ----- | -------------- |
| Kapelle Ste-Marguerite |              | (Lage)   | PA06000007    | Classé       | 2000  | weitere Bilder |
| Kirche St-Dalmas       |              | (Lage)   | PA00080834    | Inscrit      | 1988  | weitere Bilder |

## Liste der Objekte
Zum Verständnis siehe: Kirchenausstattung
- Monuments historiques (Objekte) in Saint-Dalmas-le-Selvage in der Base Palissy des französischen Kultusministeriums